# Trải nghiệm thức thần
Trải nghiệm thức thần (được gọi thông tục là trip) là trạng thái biến đổi tạm thời của ý thức do sử dụng chất thức thần (phổ biến nhất là LSD, mescalin, nấm psilocybin hoặc DMT). Ví dụ, một trip LSD là trải nghiệm thức thần do sử dụng LSD, trong khi trip nấm là trải nghiệm thức thần do sử dụng psilocybin. Trải nghiệm thức thần đặc trưng bởi những thay đổi trong tri giác thông thường như biến dạng thị giác và mất nhận thức về bản thân theo cách chủ quan, đôi khi được hiểu như một trải nghiệm thần bí. Khó dự đoán được trải nghiệm thức thần sẽ như thế nào vì chúng có thể từ cực kỳ dễ chịu (được gọi là good trip) đến đáng sợ (được gọi là bad trip). Kết quả của trải nghiệm thức thần chịu ảnh hưởng lớn bởi tâm trạng, tính cách, kỳ vọng và môi trường của người trải nghiệm (còn được gọi là set và setting).
Các nhà nghiên cứu đã giải thích những trải nghiệm ảo giác dựa trên một loạt lý thuyết khoa học, bao gồm thuyết rối loạn tâm thần kiểu mẫu, thuyết lọc, thuyết phân tâm học, thuyết entropic brain, thuyết thông tin tích hợp và thuyết xử lý dự đoán. Trải nghiệm thức thần cũng được tạo ra và giải thích trong bối cảnh tôn giáo và tâm linh.